# All We Know (bài hát của The Chainsmokers)
"All We Know" là một bài hát của bộ đôi DJ người Mỹ The Chainsmokers. Bài hát có sự kết hợp từ giọng ca của Andrew Taggart (một trong hai thành viên của The Chainsmokers) và ca sĩ người Mỹ Phoebe Ryan. Bài hát được phát hành vào ngày 29 tháng 9 năm 2016, bởi Disruptor Records và Columbia Records.

## Video âm nhạc
Video âm nhạc cho bài hát được đạo diễn bởi Rory Kramer, phát hành trên YouTube vào ngày 17 tháng 11 năm 2016. Trong video, The Chainsmokers đóng vai các khách mua hàng còn Phoebe Ryan đóng vai thu ngân trong quầy bán rượu.

## Xếp hạng
| Bảng xếp hạng (2016)                            | Vị trí xếp hạng cao nhất |
| ----------------------------------------------- | ------------------------ |
| Úc (ARIA)                                       | 8                        |
| Áo (Ö3 Austria Top 40)                          | 15                       |
| Bỉ (Ultratip Flanders)                          | 3                        |
| Bỉ (Ultratip Wallonia)                          | 7                        |
| Canada (Canadian Hot 100)                       | 14                       |
| Cộng hòa Séc (Rádio Top 100)                    | 57                       |
| Cộng hòa Séc (Singles Digitál Top 100)          | 9                        |
| Đan Mạch (Tracklisten)                          | 35                       |
| Pháp (SNEP)                                     | 185                      |
| Trường songid là BẮT BUỘC CHO BẢNG XẾP HẠNG ĐỨC | 40                       |
| Indonesia (RIAI)                                | 2                        |
| Ireland (IRMA)                                  | 18                       |
| Ý (FIMI)                                        | 30                       |
| Hà Lan (Dutch Top 40)                           | 32                       |
| Hà Lan (Single Top 100)                         | 23                       |
| New Zealand (Recorded Music NZ)                 | 10                       |
| Na Uy (VG-lista)                                | 10                       |
| Philippines (PARI)                              | 2                        |
| Bồ Đào Nha (AFP)                                | 27                       |
| Scotland (OCC)                                  | 11                       |
| Slovakia (Singles Digitál Top 100)              | 13                       |
| Thụy Điển (Sverigetopplistan)                   | 19                       |
| Thụy Sĩ (Schweizer Hitparade)                   | 32                       |
| Anh Quốc (OCC)                                  | 24                       |
| Hoa Kỳ Billboard Hot 100                        | 18                       |

## Chứng nhận
| Quốc gia                                                                           | Chứng nhận | Số đơn vị/doanh số chứng nhận |
| ---------------------------------------------------------------------------------- | ---------- | ----------------------------- |
| Úc (ARIA)                                                                          | Vàng       | 35.000‡                       |
| * Chứng nhận dựa theo doanh số tiêu thụ. ^ Chứng nhận dựa theo doanh số nhập hàng. |            |                               |